# (15551) Paddock
Pour les articles homonymes, voir Paddock.
(15551) Paddock est un astéroïde de la ceinture principale.

## Description
(15551) Paddock est un astéroïde de la ceinture principale. Il fut découvert le 27 mars 2000 à la station Anderson Mesa par le programme LONEOS. Il présente une orbite caractérisée par un demi-grand axe de 3,05 UA, une excentricité de 0,18 et une inclinaison de 9,0° par rapport à l'écliptique.

## Compléments